# Селена
 Тази статия е за древногръцката богиня.  За американската певица вижте Селена (певица).  За вида риби вижте Селена (риба).
Селена (някъде се среща като Мена) в древногръцката митология е богиня на луната (съответства на римската богиня Луна), сестра на Еос (зората) и Хелиос (слънцето). Отъждествявана е с Артемида и Хеката. Дъщеря на титаните Хиперион и Тея, а според други митове на титана Палант и Никта.
Сред правомощията на Селена е да събужда интуицията и психичните видения. Това се дължи на връзката на Нощта и Луната със съня и мечтите. Тази асоциация е причината Селена често да се смята за покровител на решения, които идват на хората в сънищата, когато подсъзнанието може да обработва информация, която не е съзнателно приета.
Като богиня на луната Селена е покровител (защитник) на жената. Смята се, че тя има силата да улеснява раждането и да вдъхновява любовта. Вярвало се е, че може да скрива действителността и да разгадава илюзията.
Макар че често се споменава в поезията на Атинската епоха, култът към Селена спада към обикновения фолклор от времето, когато писателите като Хезиод и Аристофан говорят за нея. Римляните я наричат Луна и са известни най-малко два храма на Луната в Древен Рим.

## Ендимион
Според легендата Селена се влюбила в овчаря-принц Ендимион, който бил толкова красив, че заради красотата му Зевс го взел при боговете на Олимп. Към неговата красота не останала безразлична и Хера и като забелязал това, Зевс обрекъл Ендимион на вечен сън в Латмийската пещера в Кария. Там го намерила Селена и останала поразена от красотата на спящия младеж. Оттогава, се счита, че щом луната се скрие зад облаци, Селена се спуска към пещерата да целуне спящия Ендимион.

## Селена в изобразителното изкуство
Селена е често изобразявана като млада жена с бледо лице и блестящ ореол с формата на полумесец. Тя почти винаги е облечена в бяла роба, а понякога има дълги бели крила. Понякога кара колесница, теглена от чисто бели или сребърни коне, или от два бели бика. Друг път тя е изобразена яздейки бял бик през нощното небе. Селена се отличава от описанията на други богини на луната, тъй като лицето и формата обикновено са изобразени по-женствени.
След Ренесанса Артемида (богиня на лова и плодородието) била изобразявана като Селена с лунен сърп.
- Селена, Hesperos, Phosphoros (Лувъра, Париж)
- Селена, Pergamonmuseum, Берлин